# برگ بوی نقره‌ای

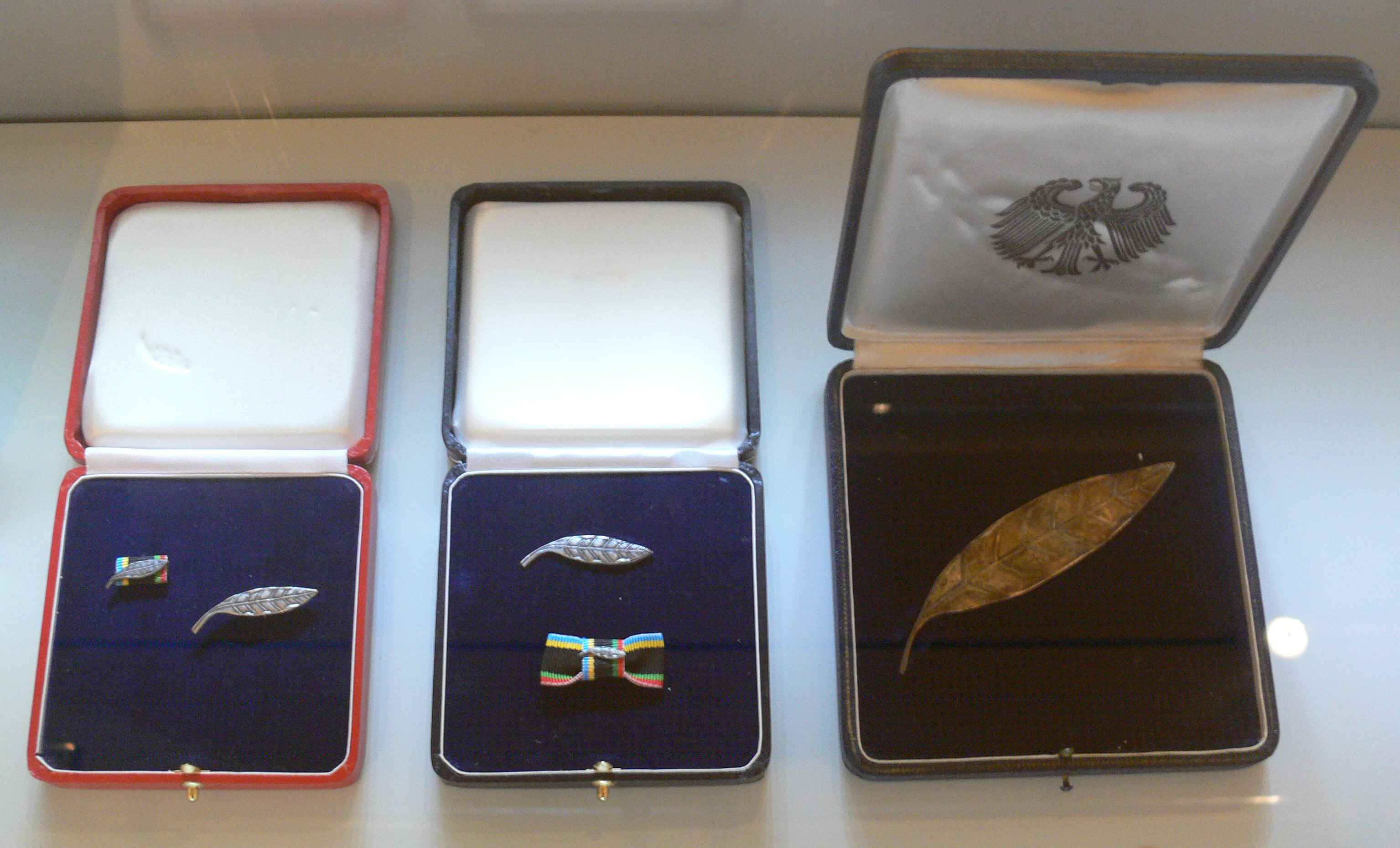
انواع برگ بوی نقره‌ای: انفرادی، تیمی، مینیاتوری برای مردان و زنان

برگ بوی نقره‌ای (به آلمانی: Silbernes Lorbeerblatt) معتبرترین جایزهٔ ورزشی در کشور آلمان است که اولین بار در ۲۳ ژوئن ۱۹۵۰ توسط تئودور هویس ،رئیس‌جمهور آلمان اعطا شد. این جایزه به تیم‌ها و ورزشکاران نمونه داده می‌شود که در المپیک و بازی‌های پارالمپیک موفق به کسب مدال شده‌اند یا عنوان‌های مهم بین‌المللی مانند جام جهانی فوتبال یا چندین بار قهرمانی بین‌المللی آورده باشند.
یک ورزشکار یا تیم باید ابتدا توسط رئیس کمیتهٔ ورزشی المپیک آلمان  برای دریافت این جایزه نامزد شود و به رئیس‌جمهور آلمان اعلام شود و پس از بررسی توسط دفتر نمایندگی رئیس‌جمهور آلمان و وزارت فدرال کشور آلمان (به آلمانی Bundesministerium des Innern) به دلیل آنکه این سازمان مسئول ورزش در آلمان است  به ورزشکار یا تیم مورد نظر داده می‌شود. وزارت فدرال کشور آلمان درخواست تأیید شده را به امضا می‌رساند.

## فهرست افرادی که این نشان را دریافت کرده‌اند
- Fritz Thiedemann, سوارکاری. Honoured 25 June 1950.
- Inge Pohmann, Tennis. Honoured 25 June 1950.
- فرانتس بکن‌باوئر، فوتبال.
- Verena Bentele, blind Paralympic biathlete and cross-country skier.
- Kirsten Bruhn, Paralympic swimmer.
- اشتفی گراف، تنیسور.
- فابیان هامبوچن، ژیمناست.
- ماتیاس اشتاینر، وزنه‌بردار المپیک.
- بیرگیت پرینتس، بازیکن فوتبال
- ینس وایسفلوگ، پرش با اسکی.
- بوریس بکر، تنیس. مفتخر در ۱۹۸۵
- بوریس بکر و میشاییل اشتیک، ۱۹۹۲ هر یک دارای دو مدال طلا. مفتخر در ۶ اکتبر ۱۹۹۲.[۱]
- Bengt Zikarsky, Swimming.
- میشائیل شوماخر، at that time, dual قهرمان فرمول یک جهان. مفتخر در ۱۹۹۵.
- سباستین فتل،  at that time, dual World Drivers Champion. Honoured on 22 February 2012.[۲][۳]
- دیرک نویتسکی، قهرمانی ان بی ای ۲۰۱۱، دریافت جایزهٔ ان بی ای ام وی پی ۲۰۰۷، NBA Finals MVP 2011, 13× NBA All-Star.
- Lena Schöneborn, Modern Pentathlon. Honoured in 2008[۴]
- هانس لنک(Hans Lenk), روئینگ.[۵]
- ماگدالنا نوینر، ورزش دوگانه.[۶]
- هاینریک پوپاو(Heinrich Popow), دو ۱۰۰ متر پارالمپیک. مفتخر در ۶ نوامبر ۲۰۱۲[۷]
- انگرت ریشتر
- تیموبول، تنیس روی میز